# Twelve Days of Christmas
Twelve Days of Christmas (lett. "Dodici giorni del Natale") è una famosa canzone natalizia in inglese. Si tratta di una delle canzoni di Natale più popolari e registrate.

## Origini
La musica è di origine ignota, benché presente in area britannica e scandinava già nel XVI secolo. L'esistenza di versioni francesi ancora più antiche (e il riferimento alla pernice che fu introdotta in Inghilterra solo attorno al 1770) fa però presumere un'origine francese. All'inizio del XX secolo, Frederick Austin scrisse un arrangiamento, che è quello usato modernamente, dove inserì una propria melodia dal quinto verso ("golden rings") in poi.
Il testo è una filastrocca infantile pubblicata per la prima volta nel libro Mirth without Mischief (Gioie Innocenti) a Londra nel 1780. Doveva essere recitata da alcuni giocatori in circolo nel corso di un gioco di memoria in cui i giocatori recitavano a turno un verso della filastrocca, in sequenza. Anni dopo, gioco e filastrocca furono ripoposti da una collezionista di canzoni popolari, Lady Gomme, come "Un bel divertimento per tutta la famiglia prima della cena della dodicesima notte di Natale."

## Struttura

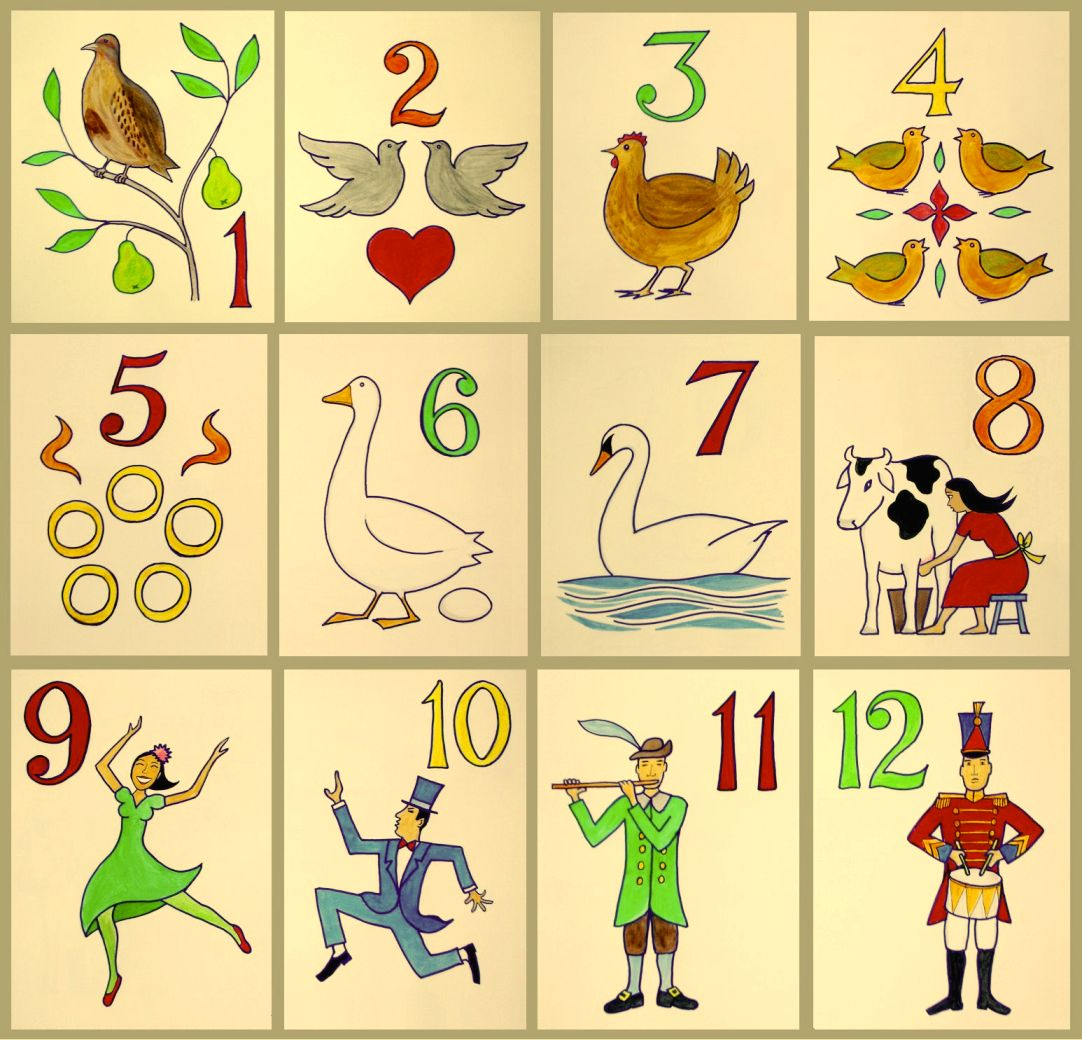
Twelve Days of Christmas

La canzone ha la struttura cumulativa tipica delle filastrocche; il narratore descrive i doni che gli vengono consegnati dal suo "vero" amore nei dodici giorni delle festività di Natale. Ogni strofa elenca tutti i doni delle strofe precedenti, aggiungendone uno. Nella musica italiana, una struttura simile è presente nel brano Alla fiera dell'est di Angelo Branduardi e nella canzone per bambini Il pulcino Pio, cantata da Morgana Giovannetti.
On the first day of Christmas,
my true love sent to me
a partridge in a pear tree.
On the second day of Christmas,
my true love sent to me
two turtle doves,
and a partridge in a pear tree.
On the third day of Christmas,
my true love sent to me
three french hens,
two turtle doves,
and a partridge in a pear tree.
La canzone continua secondo questo schema fino ad arrivare all'ultimo verso:
On the twelfth day of Christmas, my true love gave (sent) to me
Twelve drummers drumming
Eleven pipers piping
Ten lords a-leaping
Nine ladies dancing
Eight maids a-milking
Seven swans a-swimming
Six geese a-laying
Five golden (gold) rings
Four calling (colly) birds
Three french hens
Two turtle doves
And a partridge in a pear tree
I doni, in sequenza, sono:
1. una pernice in un pero
2. due tortore
3. tre galline francesi
4. quattro uccelli che richiamano
5. cinque anelli d'oro
6. sei oche che covano
7. sette cigni che nuotano
8. otto fanciulle che mungono
9. nove signore che danzano
10. dieci signori che saltano
11. undici pifferai che suonano
12. dodici tamburini che battono il tamburo

Il pero del primo verso avrebbe potuto essere "une perdrix" (una pernice - partridge - in francese): "A partridge, une perdrix". Il quarto dono era in origine di quattro "Colly  (o collie) birds" cioè uccelli neri come il carbone. Il quinto dono potrebbe riferirsi agli anelli che ornano il collo di alcuni uccelli (ad esempio i fagiani) in coerenza col fatto che i doni da uno a quattro e il sesto si riferiscono ad uccelli. In molte versioni c'è un ordine diverso degli ultimi quattro oggetti. Esistono inoltre innumerevoli versioni modificate e parodie musicali o in prosa.

## Struttura musicale

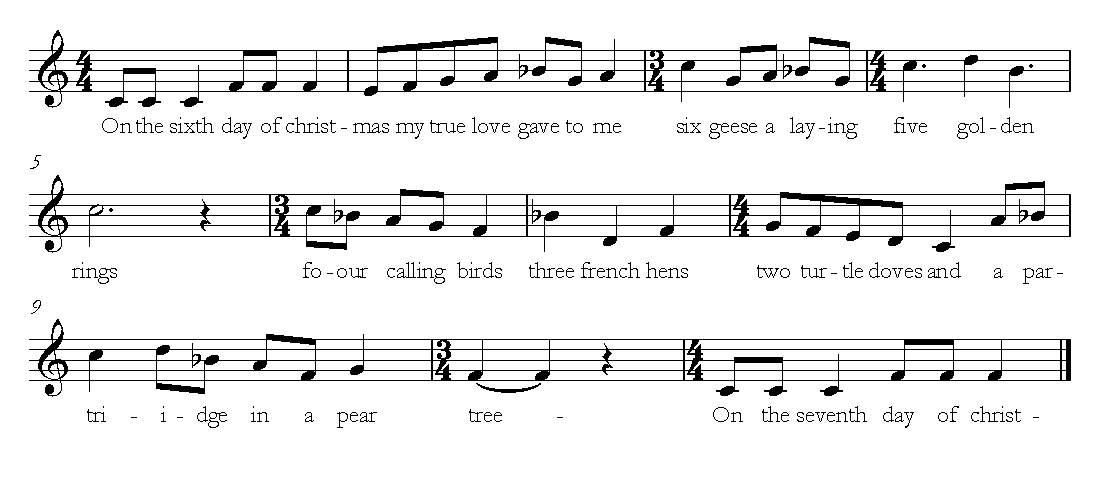
La sesta stanza di Twelve Days of Christmas.

La struttura della melodia è abbastanza inusuale. Anche se molte versioni trascrivono la melodia interamente in quattro quarti, la trascrizione data in figura, in cui il metro oscilla tra i quattro quarti dell'incipit, della strofa sui "golden rings" e della chiusura e i tre quarti della maggior parte delle strofe in cui vengono elencati i diversi doni aderisce meglio alla ritmica della canzone - le cui variazioni impediscono l'effetto di monotonia tipico di questi elenchi. Per lo stesso motivo, la maggior parte delle esecuzioni strumentali (ne esistono letteralmente migliaia) optano per un cambiamento di timbro e/o voce strumentale per ogni dono.

## Significato del testo
L'interpretazione del significato del testo non è universalmente riconosciuta.
Alcune fonti farebbero risalire l'origine del canto ai cattolici inglesi durante il periodo in cui la religione cattolica era vietata in Inghilterra, tra il 1558 e il 1829. I "12 giorni di Natale" rappresenterebbero una forma mnemonica per i bambini al fine di far imparare le basi della fede cattolica.
Di seguito viene riportata la suddetta possibile interpretazione.
A Partridge in a Pear Tree - 
La pernice in un pero (partridge in a pear tree) simboleggerebbe Gesù, che si finge ferito per attirare i predatori a sé e distoglierli dai figlioletti indifesi nel nido.
Two Turtle Doves - 
Le due tortore raffigurerebbero il Vecchio e il Nuovo Testamento.
Three French Hens - 
Le tre galline francesi rappresenterebbero le tre virtù teologali: fede, speranza e carità.
Four Calling Birds - 
I quattro uccelli sarebbero i quattro Vangeli, di Matteo, Marco, Luca e Giovanni, che proclamano la parola di Dio.
Five Gold Rings - 
I cinque anelli d'oro rappresenterebbero i primi cinque libri del Vecchio Testamento, conosciuti come Torà o Pentateuco: Genesi, Esodo, Levitico, Numeri e Deuteronomio.
Six Geese A-laying - 
Le oche rappresenterebbero i sei giorni della creazione.
Seven Swans A-swimming - 
I cigni rappresenterebbero i sette doni dello Spirito Santo: sapienza, intelletto, consiglio, fortezza, scienza, pietà e timore di Dio.
Eight Maids A-milking - 
Le otto vergini starebbero a simboleggiare le otto beatitudini (Matteo 5:3-10).
Nine Ladies Dancing - 
Le nove fanciulle danzanti sarebbero i rispettivi frutti dello Spirito Santo: amore, gioia, pace, pazienza, gentilezza, bontà, fede, mansuetudine, autocontrollo. (Galati 5: 22)
Ten Lords A-leaping - 
I dieci signori simboleggerebbero i dieci comandamenti (Esodo 20:1-17).
Eleven Pipers Piping - 
Gli undici suonatori rappresenterebbero gli apostoli fedeli: Simone detto Pietro, Andrea fratello di Pietro, Giacomo, Giovanni, Filippo, Bartolomeo, Matteo, Tommaso, Giacomo di Alfeo, Simone lo Zelota, Giuda di Giacomo (Luca 6:14-16).  Dalla lista è escluso il dodicesimo apostolo, Giuda Iscariota, che tradì Gesù.
Twelve Drummers Drumming - 
I dodici suonatori, rappresentano i dodici punti del credo apostolico
Questa interpretazione è ritrovabile in diverse fonti in internet e su alcune pubblicazioni.
Altre fonti ritengono non attendibile questa interpretazione.

## Riferimenti nella cultura di massa
In informatica, uno dei più noti esempi di programmazione C offuscata è un programma sviluppato da Ian Phillipps nel 1988, che stampa Twelve Days of Christmas.
Nel 2004 è stata realizzata una cover del brano dai Dreamtime Christmas All-Stars: Shannon Noll, Human Nature, Cosima, Jimmy Barnes, Zinc, Rob Mills, Amity Dry, Tahyna Tozzi, Kyle, Katie Underwood, Bob Downe, Shakaya, Bobby McLeod, Todd Williams, Glenn Skuthorpe e Matty Johns.